# Saint-Léger-lès-Authie
Saint-Léger-lès-Authie é uma comuna francesa na região administrativa de Altos da França, no departamento de Somme. Estende-se por uma área de 4,29 km². Em 2010 a comuna tinha 87 habitantes (densidade: 20,3 hab./km²).